# Michel Bénézit
Pour les articles homonymes, voir Bénézit (homonymie).
Michel Bénézit, né en 1955, est depuis mars 2006 directeur général chargé du raffinage-marketing et membre du Comité exécutif du groupe pétrolier Total SA (première entreprise française et première capitalisation boursière de la place parisienne).

## Période 1980 - 1986
Le parcours de Michel Bénézit est à rapprocher de celui de Thierry Desmarest, de dix ans son ainé : diplômé de Polytechnique et Ingénieur du corps des mines, Michel Bénézit prend en 1980 la direction des Mines et de l'Énergie de Nouvelle-Calédonie à Nouméa, puis occupe en 1983 différentes fonctions dans des cabinets ministériels.

## Période 1986 - 2007 (Total SA)
En 1986, il entre chez Total et obtient en 1989 le poste de directeur général de Total Austral en Argentine. 
De retour à Paris, il dirige Gaz Électricité Charbon puis en 1993, dirige Europe de Total Raffinage Distribution. 
En mai 1995, il devient membre du comité directeur du groupe, et en juillet de la même année prend la tête de Total Outre-Mer. En mai 1996, il est radié du corps des mines.
C’est en mars 2000 qu’il est nommé directeur Afrique de l'Exploration-Production de TotalFinaElf puis en septembre 2003 directeur Europe du Nord de l’Exploration & Production. Enfin en mars 2006, il devient directeur général chargé du raffinage-marketing de Total.

## Autres attributions
Michel Bénézit a, d'autre part, été membre du conseil d'administration de l'Institut français du pétrole (2001-2006). Depuis novembre 2006, il est également présent en Espagne en tant que vice-président de la Cepsa, dont Total est le premier actionnaire.